# Comunità montana dei Cimini
La Comunità montana dei Cimini (zona II del Lazio) è una delle comunità montane della provincia di Viterbo.
Si sviluppa interamente nei comuni del territorio dei Monti Cimini e comprende anche la Riserva naturale Lago di Vico con l'annesso Lago di Vico e il Monte Cimino.

## Comuni
La comunità è composta dai seguenti comuni:
- Canepina
- Capranica
- Ronciglione
- San Martino
- Soriano nel Cimino
- Vallerano
- Vetralla
- Vignanello
- Carbognano
- Caprarola
- Viterbo